# Joe Lees
Joseph William D. Lees MM (q1 1892 - 26 tháng 7 năm 1933) là một cầu thủ bóng đá người Anh ghi 31 bàn trong 92 lần ra sân ở Football League thi đấu cho Barnsley, Rotherham County, Lincoln City và Halifax Town. Ông là thành viên của Rotherham County trong trận đầu tiên tại Football League, trận thắng 2-0 trên sân nhà trước Nottingham Forest vào ngày 30 tháng 8 năm 1919. Ông thi đấu bóng đá non-league cho nhiều đội bóng, và từng đầu quân cho Newport County mà không ra sân trận nào. Ông thi đấu ở vị trí tiền đạo.
Con trai của ông, Geoff cũng là một cầu thủ bóng đá; cũng thi đấu cho Barnsley.